# Culcasia
Culcasia P.Beauv. – rodzaj wieloletnich roślin, fanerofitów lub chamefitów, należący do rodziny obrazkowatych, liczący 24 gatunki pochodzące z tropikalnych regionów Afryki, zasiedlające wieczniezielone lasy równikowe. Nazwa naukowa rodzaju pochodzi od arabskiej nazwy zwyczajowej tych roślin (qolqas).

## Morfologia i biologia
PokrójWieloletnie pnącza (w tym liany, np. C. angolensis o wysokości do 30 m), hemiepifity, a także płożące lub wzniesione (np. C. striolata) rośliny zielne.
KorzenieKorzenie czepne wyrastają z węzłów łodygi. U roślin z gatunku C. striolata powstają także korzenie podporowe.
LiścieOgonki wierzchołkowo kolankowate. Pochwy liściowe wydłużone, tworzące pseudo-łodygę. Blaszka liściowa prosta, z kanałami żywicznymi i siatkowatą nerwacją.
KwiatyRośliny jednopienne. Rośliny tworzą wiele kwiatostanów typu kolbiastego pseudancjum. Pochwa kwiatostanu niewielka (do 7 cm długości), łódkoksztatna, zwinięta u podstawy, nie zwężona lub mocno zwężona, w zależności od gatunku. Kolba dłuższa od pochwy lub równej długości, pokryta w całości kwiatami płodnymi. Kwiaty żeńskie z 1-3-komorowymi zalążniami (każda komora zawiera jeden anatropowy lub kampylotropowy zalążek) i 4-segmentowymi, dyskowatymi znamionami słupka. Kwiaty męskie 4-pręcikowe, przypominające synandrium.
OwoceCzerwone, niekiedy zielonkawo-żółte jagody. Nasiona jajowate do eliptycznych, z obfitym bielmem.
GenetykaLiczba chromosomów 2n=42, 84.
Gatunki podobneRośliny z rodzaju Cercestis, od których różni się między innymi zawsze prostym kształtem blaszki liściowej, 1-3-komorowymi zalążniami, kolbą siedzącą lub osadzoną na trzonku i brakiem wydłużonych, biczowatych pędów.

## Systematyka
Pozycja rodzaju według Angiosperm Phylogeny Website (aktualizowany system APG IV z 2016)Należy do plemienia Culcasieae, podrodziny Aroideae, rodziny obrazkowatych, rzędu żabieńcowców w kladzie jednoliściennych.
Pozycja rodzaju w systemie Reveala z roku 2007 (2010)Gromada okrytonasienne (Magnoliophyta Cronquist, Takht. & Zimmerm. ex Reveal), podgromada Magnoliophytina (Frohne & U. Jensen ex Reveal), klasa Magnoliopsida (Brongn.), podklasa żabieńcowe (Alismatidae Takht.), nadrząd obrazkopodobne (Aranae Thorne ex Reveal), rząd obrazkowce (Arales Juss. ex Bercht. & J. Presl), rodzina obrazkowate (Araceae Juss.).
Pozycja rodzaju według Crescent Bloom (system Reveala z lat 1993–1999)Gromada okrytonasienne (Magnoliophyta Cronquist), podgromada Magnoliophytina (Frohne & U. Jensen ex Reveal), klasa jednoliścienne (Liliopsida Brongn.), podklasa obrazkowe (Aridae Takht.), nadrząd obrazkopodobne (Aranae Thorne ex Reveal), rząd obrazkowce (Arales Dumort.), rodzina obrazkowate (Araceae Juss.), plemię Culcasieae Engl., podplemię Culcasiinae Schott.
Gatunki
| - Culcasia angolensis Welw. ex Schott - Culcasia annetii Ntépé-Nyamè - Culcasia bosii Ntépé-Nyamè - Culcasia caudata Engl. - Culcasia dinklagei Engl. - Culcasia ekongoloi Ntépé-Nyamè - Culcasia falcifolia Engl. - Culcasia glandulosa Hepper - Culcasia insulana N.E.Br. - Culcasia lanceolata Engl. - Culcasia liberica N.E.Br. - Culcasia loukandensis Pellegr. | - Culcasia mannii (Hook.f.) Engl. - Culcasia obliquifolia Engl. - Culcasia orientalis Mayo - Culcasia panduriformis Engl. & K.Krause - Culcasia parviflora N.E.Br. - Culcasia rotundifolia Bogner - Culcasia sanagensis Ntépé-Nyamè - Culcasia scandens P.Beauv. - Culcasia seretii De Wild - Culcasia simiarum Ntépé-Nyamè - Culcasia striolata Engl. - Culcasia tenuifolia Engl. |

## Zastosowanie
W tradycyjnej medycynie afrykańskiej liście gatunku Culcasia scandens w postaci ekstraktu z miazgi, naparu lub popiołu powstałego w wyniku kalcynacji stosowane są zewnętrznie lub donosowo (popiół) jako środek przeciwbólowy. Badania przeprowadzone w latach 2000-2004 wykazały, że liście tej rośliny zawierają cukry redukujące, alkaloidy, glikozydy, saponiny, taniny, flawonoidy, terpenoidy, sterole oraz nienasycone laktony steroidów. Ich działanie przeciwzapalne jest silniejsze niż aspiryny w dawce 100 mg/kg.